# Psylliodes attenuatus
Psylliodes attenuatus es una especie de insecto coleóptero de la familia Chrysomelidae.
Fue descrita científicamente en 1803 por Koch.